# Decaschistia peninsularis
Decaschistia peninsularis är en malvaväxtart som beskrevs av L.A. Craven och P.A. Fryxell. Decaschistia peninsularis ingår i släktet Decaschistia och familjen malvaväxter. Inga underarter finns listade i Catalogue of Life.